# Lagarosolen jingxiensis
Lagarosolen jingxiensis là một loài thực vật có hoa trong họ Tai voi. Loài này được Y. Liu, H.S. Gao & W.B. Xu mô tả khoa học đầu tiên năm 2008.